# 3H busz (Szombathely)
A szombathelyi 3H jelzésű hivatásforgalmi autóbusz a Vasútállomás és az iSi Automotive megállóhelyek között közlekedett 2025. február 1-ig. A vonalat a Blaguss Agora üzemeltette. A buszokra csak az első ajtón lehet felszállni.

## Története
2009-es megszűnése előtt Kámon, autóbusz-váróterem és az Ipartelep között közlekedett.
2022. február 1-jétől 2025. február 1-ig a Blaguss Agora üzemeltetésében közlekedett a Vasútállomás – iSi Automotive útvonalon.

## Közlekedése
Csak munkanapokon közlekedett, az iSi Automotive műszakváltásaihoz igazodva.

## Útvonala
| iSi Automotive felé | Vasútállomás felé |
| --- | --- |
| Vasútállomás vá. – Éhen Gyula tér – Szelestey László utca – Vörösmarty Mihály utca – Szent Márton utca – Zanati út – Vépi út – iSi Automotive | iSi Automotive vá. – Vépi út – Vépi úti körforgalom – Vépi út – Ikervár utca – Zanati út – Szent Márton utca – Vörösmarty Mihály utca – Széll Kálmán utca – Éhen Gyula tér – Vasútállomás |

## Megállóhelyei
| 0 | Vasútállomás végállomás                                                 | 10 | 1U, 2A, 2C, 5, 6, 6H, 7, 9, 10H, 12, 20A, 20C, 21, 21A, 22, 23, 25, 27, 27A, 30Y | Szombathely Helyi autóbusz-állomás, Éhen Gyula tér                  |
| 2 | 56-osok tere (Vörösmarty utca) (↓) 56-osok tere (Széll Kálmán utca) (↑) | 8  | 1U, 2A, 2C, 5, 6, 6H, 7, 9, 10H, 12, 20A, 20C, 21, 21A, 22, 23, 25, 27, 27A, 30Y | 56-osok tere, Vámhivatal, Földhivatal, Államkincstár, Gyermekotthon |
| 4 | Vépi út                                                                 | 6  | 5H, 6H, 7                                                                        |                                                                     |
| ∫ | iVy Technology Kft. (Vépi út) (Korábban: iQor Kft.)                     | 2  | 8H, 10H                                                                          | iVy Technology Kft.                                                 |
| 6 | iSi Automotive végállomás                                               | 0  |                                                                                  |                                                                     |